# Gaspard e Lisa
Gaspard e Lisa (Les Catastrophes de Gaspard et Lisa no original), são dois personagens fictícios, protagonistas de uma série de livros infantis franceses criados pelo casal Anne Gutman e Georg Hallensleben. A ideia surgiu após Georg desenhar algumas ilustrações em um caderno dado à Anne como presente de natal.
Os livros giram em torno de dois amigos: Gaspard (preto com lenço azul) e Lisa (branca com lenço vermelho) que vivem várias aventuras. Gaspard, Lisa e seus familiares são desenhados como animais, mas vivem entre humanos em Paris, com os personagens titulares frequentando uma escola comum ao lado de personagens humanos. Uma dúvida comum é acerca da espécie dos protagonistas, mas oficialmente, Gaspard e Lisa não são nem cães nem coelhos.
Uma série animada baseada nos livros foi produzida pela Chorion e lançada em 2010.

## Livros
Gutman e Hallensleben publicaram o primeiro livro "Gaspard et Lisa" em francês em 1999. Os personagens se tornaram muito populares no Japão após os livros serem traduzidos para japonês em 2001, atingindo a marca de 2 milhões de cópias vendidas em 2017.
Abaixo está uma lista dos livros da série. Os livros também foram traduzidos para quinze idiomas.
| Título                                                                        | Data de publicação     |
| ----------------------------------------------------------------------------- | ---------------------- |
| Gaspard, Lisa And Andy                                                        | 20 de junho de 1994    |
| Gaspard, Lisa And Mary                                                        | 21 de Junho de 1994    |
| Gaspard, Lisa And Suzie                                                       | 23 de junho de 1994    |
| Gaspard, Lisa And Joleyon                                                     | 26 de junho de 1994    |
| Go Gaspard And Lisa!                                                          | 6 de janeiro de 1995   |
| Gaspard And Lisa: Six Friends Of Gaspard, Lisa, Andy, Mary, Suzie And Joleyon | 10 de janeiro de 1995  |
| Gaspard on Vacation                                                           | 13 de março de 2001    |
| Lisa's Airplane Trip                                                          | 13 de março de 2001    |
| Andy On The Beach                                                             | 13 de março de 2001    |
| Mary And The Train                                                            | 13 de março de 2001    |
| Suzie's Helicopter Adventure                                                  | 13 de março de 2001    |
| Joleyon In The Boat                                                           | 13 de março de 2001    |
| Gaspard in Hospital                                                           | 11 de setembro de 2001 |
| Gaspard and Lisa at the Museum                                                | 28 de setembro de 2001 |
| Gaspard at the Seashore                                                       | 9 de abril de 2002     |
| Lisa in New York                                                              | 9 de abril de 2002     |
| Gaspard and Lisa's Rainy Day                                                  | 11 de março de 2003    |
| Lisa in the Jungle                                                            | 9 de setembro de 2003  |
| Gaspard and Lisa: Friends Forever                                             | 9 de setembro de 2003  |
| Gaspard and Lisa's Ready-for-School Words                                     | 22 de junho de 2004    |
| Lisa's Baby Sister                                                            | 11 de setembro de 2012 |
| Gaspard and Lisa's Christmas Surprise                                         | 11 de setembro de 2012 |

## Mercadorias
As pelúcias de Gaspard e Lisa foram produzidas pela Sun Arrow. Os brinquedos foram aprovados pelos criadores dos personagens. A Sony adquiriu os direitos de merchandising da franquia em 2012.